# زرت
زرت (به آلمانی: Sörth) یک شهر در آلمان است که در راینلاند-فالتس واقع شده‌است.

## خصوصیات
زرت ۲۳۶ نفر جمعیت دارد.